# Ninoe armoricana
Ninoe armoricana är en ringmaskart som beskrevs av Glémarec 1968. Ninoe armoricana ingår i släktet Ninoe och familjen Lumbrineridae. Arten har ej påträffats i Sverige. Inga underarter finns listade i Catalogue of Life.